# Straßenfotografie

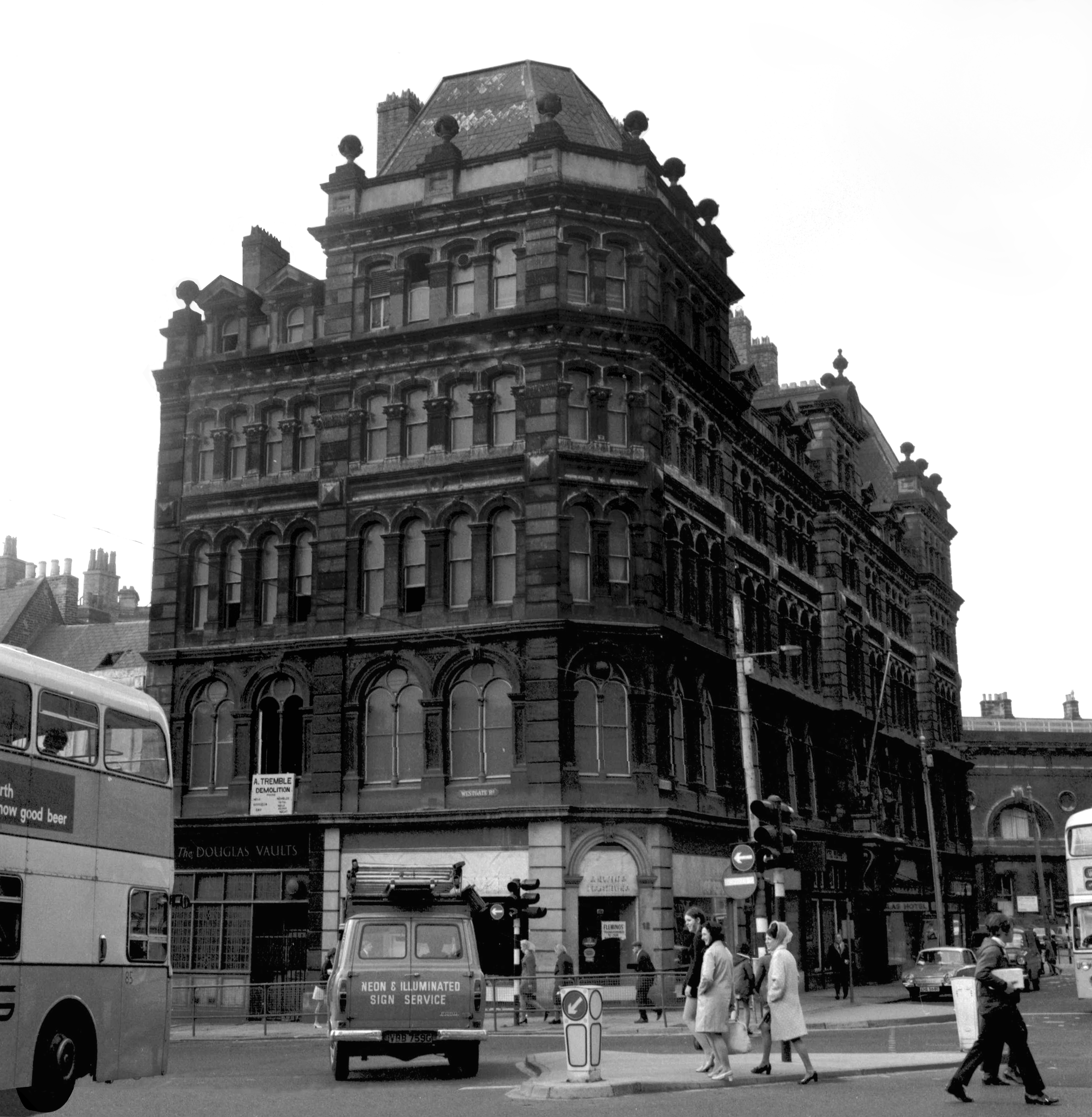
Kreuzung in Newcastle, Robert Hope, 1970er Jahre

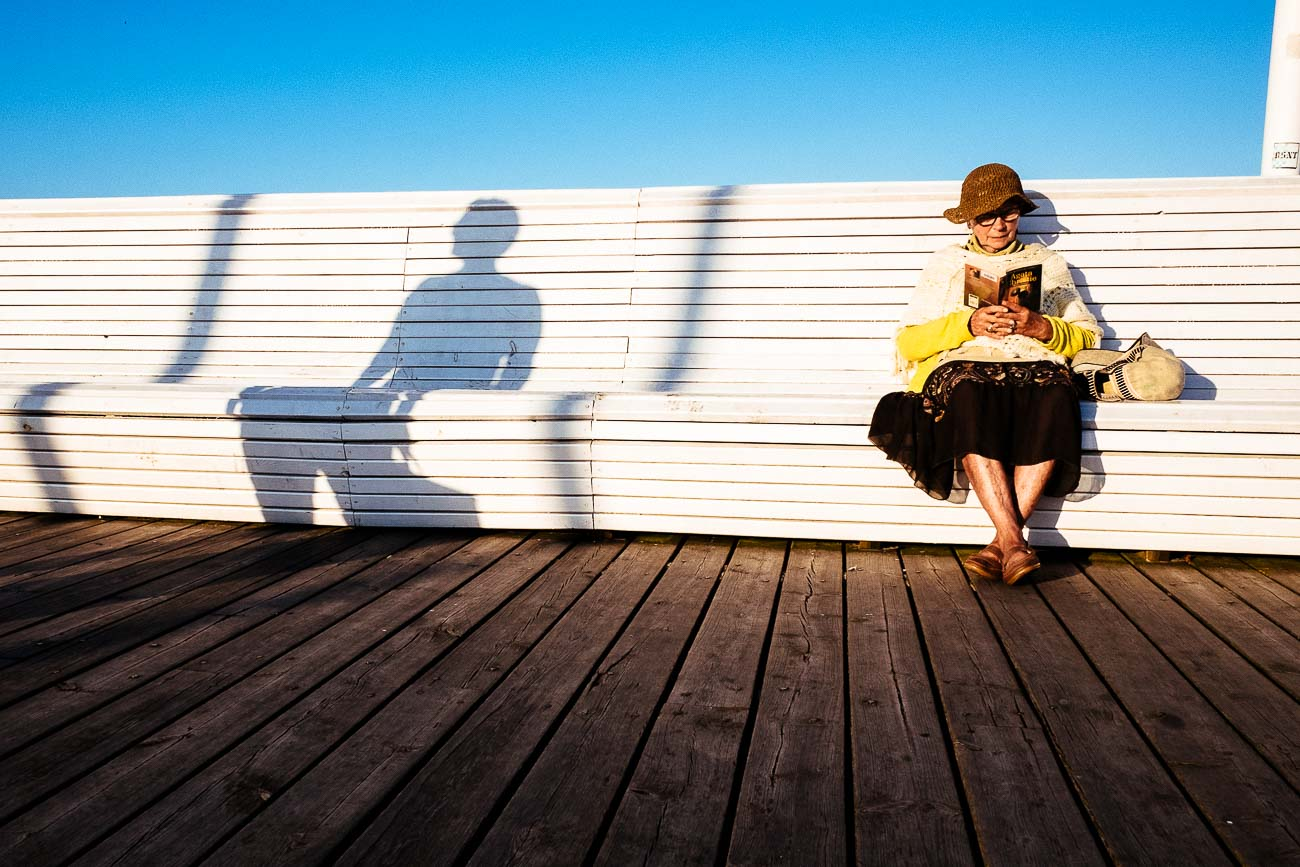
The Reader, Martin U. Waltz, 2016

Straßenfotografie ist ein Genre der Fotografie, das zahlreiche Fotografen und Stile umfasst. Allgemein ist damit eine Fotografie gemeint, die im urbanen öffentlichen Raum entsteht, auf Straßen, in Geschäfte oder Cafés hineinblickend, Passantengruppen oder Einzelne herausgreifend, oftmals als Momentaufnahme, aber ebenso essayhafte Abfolge und Milieustudie. 

## Geschichte
Bereits Eugène Atgets zu Ende des 19. Jahrhunderts entstandene Aufnahmen von Paris und seinen Vororten können der Straßenfotografie zugerechnet werden.
Die Blütezeit begann in den 1930er Jahren mit den Möglichkeiten der schnelleren und kompakteren Kleinbildkameras, dem Aufkommen der Illustrierten und dem gesteigerten Interesse am Alltagsleben und dessen Facetten. Gerade das Genre der Straßenfotografie hat herausragende Bildbände hervorgebracht, darunter beispielsweise Henri Cartier-Bressons Images à la sauvette (1952), Robert Franks The Americans (1959), Hildegard Ochses Café Mitropa (1980) oder in jüngerer Zeit Bruce Davidsons Subway (1986) sowie Saul Leiters Early Colors (2006).

## Stil
Straßenfotografien rangieren kompositorisch-stilistisch von dokumentarisch strengen Aufnahmen bis zu körnigen, bewusst verschwommenen oder gekippten Ansichten, gewagten Perspektiven und verzerrenden Spiegelungen. Die Unterschiede zwischen dokumentarischer und sogenannter kreativer Fotografie wurden insbesondere von Fotografen wie Lee Friedlander und William Klein in Frage gestellt.

## Kriterien
Es existiert keine exakte Definition von Straßenfotografie.
Als Kriterien werden genannt:
- Eine Straßenfotografie zeigt eine Situation des Augenblicks, die genau so nicht wieder erscheinen wird, wenngleich der Charakter dieser Situation über den Moment hinausweisen und „das Wesentliche von Ort und Zeit wiedergeben“[3] sollte: „Das Festhalten eines besonderen Moments ist die hohe Kunst der Straßenfotografie, aber einen ebenso hohen Stellenwert hat das Umsetzen der besonderen Atmosphäre eines jeden Ortes.“[4]
- Meist werden Menschen in einer Außenszene oder -situation gezeigt; jedoch können auch Bilder leerer Plätze das zuvor genannte Kriterium erfüllen.[4]
- Die Situation ist authentisch und hat dokumentarischen Charakter. Als Abgrenzung zur Dokumentarfotografie nennt der Autor Clive Scott folgende Merkmale:
  - Dokumentarfotografie fokussiert ein bestimmtes Motiv oder Subjekt, während Straßenfotografie häufig einen peripheren, zufälligen Blickwinkel einnimmt – so dass der Betrachter sich die Frage stellt, wer das Subjekt der Szene ist.[5]
  - Straßenfotografie zeigt den zufälligen, Dokumentarfotografie den schicksalhaften Moment.[6]
  - Dokumentarfotografie dränge den Betrachter zu einer Wertung, Straßenfotografie lasse ihm die Freiheit persönlicher Interpretation.[6]
  - Dokumentarfotografie dränge den Betrachter in eine Konfrontation, Straßenfotografie gestatte ihm die Position des distanzierten, häufig sogar ironischen Betrachters.[6]
- Abgelichtete Menschen sind nicht als Privatpersonen gemeint, sondern als anonyme Figuren einer allgemeinen menschlichen Situation. Eine Straßenfotografie zeigt nicht eine dem Fotografen bekannte Person in einer Pose, im Unterschied zur Fotografie der Paparazzi auch keine öffentlich bekannte Person, sondern eine Grundsituation des Alltags im öffentlichen Raum.[7]
- Eine Straßenfotografie ist das Produkt von Zufall und schneller Erfassung des besonderen Moments durch den Fotografen. Das Können des Fotografen, seine Vertrautheit mit dem Thema, kommt im Bild zum Ausdruck und zeichnet Straßenfotografie als künstlerische Gattung aus.[3]

## Kritik
Eine kritische Auseinandersetzung dazu findet sich bei Michael Mahlke. Weitere Aspekte, Wertungen und Beispiele finden sich bei:
- Andreas Stelter[9]
- Till Schramm[10]
- Eric Kim[11] nennt eine Fülle von Online-Referenzen zum Thema.

## Rechtslage in Deutschland
In Deutschland ist die Veröffentlichung von Aufnahmen von Personen durch das allgemeine Persönlichkeitsrecht des Abgebildeten aus Art. 2 Abs. 1 iVm. Art. 1 Abs. 1 GG. und die Veröffentlichung öffentlicher Szenen durch das Recht am eigenen Bild eingeschränkt. Nach § 22 KunstUrhG dürfen Bildnisse nur mit Einwilligung des Abgebildeten verbreitet oder öffentlich zur Schau gestellt werden. § 23 Abs. 1 Nr. 4 KunstUrhG macht davon jedoch eine Ausnahme, wenn die Verbreitung oder Schaustellung einem höheren Interesse der Kunst dient. Das gilt jedoch nach § 23 Abs. 2 KunstUrhG nur für eine Verbreitung und Schaustellung, durch die ein berechtigtes Interesse des Abgebildeten nicht verletzt wird.
Das Landgericht Berlin hat 2014 für den Fall einer Zurschaustellung der Straßenfotografie als Straßenplakat entschieden, dass die „bei einem rein privaten Lebensvorgang“ im öffentlichen Straßenraum abgebildete Person Anspruch auf Unterlassung hat. Die Entscheidung wurde dafür kritisiert, sich nicht ausreichend mit der Kunstfreiheit auseinandergesetzt und stattdessen einseitig auf das Persönlichkeitsrecht der abgebildeten Person abgestellt zu haben. Die Berufung des Fotografen wurde im Juni 2015 vom Kammergericht zurückgewiesen. Das Kammergericht begründete die Entscheidung damit, dass die Ausstellung in Form von Stelltafeln im öffentlichen Raum die abgebildete Person „als Blickfang einer breiten Masse“ aussetzen würde „und nicht, wie in einer Kunstausstellung regelmäßig zu erwarten, der Betrachtung durch kunstinteressierte Besucher.“
Das Bundesverfassungsgericht hat in seiner Entscheidung vom 8. Februar 2018 das Urteil des Kammergerichts als verfassungskonform bewertet, gleichzeitig aber festgestellt, dass die Straßenfotografie unter den Schutzbereich der Kunstfreiheit des Art. 5 Abs. 3 Satz 1 GG falle. Bei der Abwägung mit dem Persönlichkeitsrecht der abgebildeten Person müssten die Gerichte im Einzelfall klären, ob diese Beeinträchtigung derart schwerwiegend ist, dass die Freiheit der Kunst zurückzutreten hat; eine geringfügige Beeinträchtigung oder die bloße Möglichkeit einer schwerwiegenden Beeinträchtigung reichten hierzu angesichts der hohen Bedeutung der Kunstfreiheit nicht aus. Das Kammergericht habe die Bedeutung und Tragweite der Kunstfreiheit bei der Zuordnung des Bildnisses zum Anwendungsbereich des § 23 Abs. 1 Nr. 4 KUG und in das Ergebnis seiner Abwägung im Rahmen von § 23 Abs. 2 KUG einbezogen und sei dabei auch den Eigengesetzlichkeiten der Straßenfotografie gerecht geworden. Indem es die Schwere der Beeinträchtigung des Persönlichkeitsrechts der Klägerin aus der Art der Präsentation des Bildes als großformatigem Blickfang an einer öffentlichen Straße herleitet, habe das Kammergericht nicht verkannt, dass es mit der Kunstfreiheit nicht vereinbar wäre, ihren Wirkbereich von vornherein auf Galerien, Museen oder ähnliche räumlich begrenzte Ausstellungsorte zu begrenzen, sondern habe die besondere Persönlichkeitsverletzung der Klägerin durch die hervorgehobene Präsentation auf einer großformatigen Stelltafel an einer der verkehrsreichsten Straßen einer Millionenstadt zum zentralen Punkt seiner Abwägung gemacht. Damit habe das Kammergericht die ungestellte Abbildung von Personen ohne vorherige Einwilligung, welche strukturtypisch für die Straßenfotografie sei, nicht generell unmöglich gemacht.

## Internationale Straßenfotografen
- Henri Cartier-Bresson
- Bill Cunningham
- Bruce Davidson
- Philip-Lorca diCorcia
- Robert Doisneau
- Elliott Erwitt
- Robert Frank
- Lee Friedlander
- Bruce Gilden
- André Kertész
- Saul Leiter
- Helen Levitt
- Vivian Maier
- Joel Meyerowitz
- Daidō Moriyama
- Martin Parr
- Anders Petersen
- Marcus Schwier
- Shōmei Tōmatsu
- Ed van der Elsken
- Alex Webb
- Garry Winogrand

## Deutsche Straßenfotografen und Gruppierungen
Zu den bekannten Straßenfotografen in Deutschland zählen u. a. Chargesheimer, Andreas Herzau, Brigitte Kraemer, Hildegard Ochse, Friedrich Seidenstücker, Martin U. Waltz, Siegfried Hansen und Wolfgang Zurborn.
Seit 2016 haben sich zahlreiche neue Straßenfotografen-Gruppierungen gegründet.
Daneben entstanden mit Soul of Street eine deutsche Streetfotografie-Zeitung und mit der Deutschen Streetfotografie Seite eine Plattform  für Straßenfotografie in Deutschland, die auch das German Street Photography Festival 2019 gestaltet hat.